# Wilbert Suvrijn
Wilbert Suvrijn (ur. 26 października 1962 w Sittard) – piłkarz holenderski grający na pozycji defensywnego pomocnika lub środkowego obrońcy.

## Kariera klubowa
Suvrijn pochodzi z miasta Sittard i tam też zaczynał piłkarską karierę w Fortunie Sittard. Do pierwszej drużyny trafił w 1981 roku i wtedy też zadebiutował w Eerste divisie. Pierwszy sezon w karierze był udany, bo w 1982 roku awansował z Fortuną do Eredivisie. W sezonie 1982/1983 Fortuna była jedną z rewelacji sezonu i zajęła wysokie 8. miejsce w lidze. W sezonie 1983/1984 Suvrijn doszedł z Fortuną do finału Pucharu Holandii, w którym klub ten przegrał 0:1 z Feyenoordem Rotterdam. Jednak rotterdamski zespół wywalczył także mistrzostwo kraju, toteż Fortuna w sezonie 1984/1985 wystąpiła w Pucharze Zdobywców Pucharów, w którym dotarła do ćwierćfinału, po drodze pokonując m.in. Wisłę Kraków. W Fortunie Suvrijn grał do lata 1986 i wtedy przeszedł do Rody Kerkrade. W 1988 roku po raz drugi w karierze wystąpił w finale Pucharu Holandii, w którym jednak po raz drugi schodził z boiska jako pokonany (Roda przegrała 2:3 po dogrywce z PSV Eindhoven. W zespole z Kerkrade Wilbert grał do 1989 roku i latem wyjechał do francuskiego Montpellier HSC. W 1990 roku osiągnął z nim swój największy sukces w piłce klubowej, jakim było zdobycie Pucharu Francji. W Montpellier grał do końca sezonu 1992/1993 i zakończył karierę w wieku 31 lat.
| Sezon   | Klub             | Kraj     | Rozgrywki      | Mecze | Bramki |
| ------- | ---------------- | -------- | -------------- | ----- | ------ |
| 1981/82 | Fortuna Sittard  | Holandia | Eerste divisie | 29    | 2      |
| 1982/83 | Fortuna Sittard  | Holandia | Eredivisie     | 28    | 3      |
| 1983/84 | Fortuna Sittard  | Holandia | Eredivisie     | 33    | 1      |
| 1984/85 | Fortuna Sittard  | Holandia | Eredivisie     | 33    | 2      |
| 1985/86 | Fortuna Sittard  | Holandia | Eredivisie     | 33    | 2      |
| 1986/87 | Roda JC Kerkrade | Holandia | Eredivisie     | 31    | 2      |
| 1987/88 | Roda JC Kerkrade | Holandia | Eredivisie     | 19    | 0      |
| 1988/89 | Roda JC Kerkrade | Holandia | Eredivisie     | 32    | 1      |
| 1989/90 | Montpellier HSC  | Francja  | Ligue 1        | 27    | 0      |
| 1990/91 | Montpellier HSC  | Francja  | Ligue 1        | 34    | 1      |
| 1991/92 | Montpellier HSC  | Francja  | Ligue 1        | 33    | 0      |
| 1992/93 | Montpellier HSC  | Francja  | Ligue 1        | 9     | 0      |

## Kariera reprezentacyjna
W reprezentacji Holandii Suvrijn zadebiutował 29 kwietnia 1986 roku w zremisowanym 0:0 meczu ze Szkocją. W 1988 roku był członkiem kadry na Euro 1988. Wystąpił tam jednak w 2 meczach drużyny Rinusa Michelsa: wygranym 3:1 z Anglią oraz półfinałowym wygranym 2:1 z RFN. Nie wystąpił w wygranym 2:0 finale z ZSRR. W kadrze „Oranje” Suvrijn wystąpił łącznie w 9 meczach.